# Valentin Schwöbel
Valentin Schwöbel (* 22. Februar 1863 in Weinheim; † 12. Mai 1921) war ein deutscher evangelischer Theologe mit dem Schwerpunkt Palästinageographie.

## Leben
Valentin Schwöbel wurde 1863 als Sohn des Landwirts Georg M. Schwöbel auf dem Nächstenbacherhof bei Weinheim geboren. Hier besuchte er die Bürgerschule und wechselte an das Heidelberger Gymnasium. Nach seinem Abitur (1822) studierte er evangelische Theologie in Heidelberg, Zürich, Berlin und Göttingen. 1889 trat Schwöbel eine Pfarrstelle in Sulzbach (heute Ortsteil von Billigheim) an. Im selben Jahr heiratete er Marie Hamel († 1894). Ab 1893 war er als Pfarrer im Mannheimer Landesgefängnis tätig.
Angeregt durch seine erste Orientreise im Jahr 1898, bildete sich Schwöbel in den Bereichen Geographie, Geologie, Paläontologie und arabische Sprache weiter. Er spezialisierte sich auf das Fachgebiet der Palästinageographie. In Heidelberg wurde er 1903 zum Thema Die Verkehrswege und Ansiedlungen Galiläas promoviert (Dr. phil.). 1905 nahm er als Stipendiat an den Forschungsexkursionen des Deutschen Palästinainstituts (Jerusalem) unter Gustaf Dalman teil. Mit seinem Tod (1921) hinterließ er einen Teil seiner Reisefotografien dem damals entstehenden Greifswalder Gustaf-Dalman-Institut. Einige seiner Aufnahmen finden sich z. B. im Standardwerk Palästina. Die Landschaft in Karten und Bildern (1930) des Palästinageographen Robert Koeppel.

## Veröffentlichungen (Auswahl)
- Die Landesnatur Palästinas. Teil 1. Leipzig 1914.
- Die Verkehrswege und Ansiedlungen Galiläas in ihrer Abhängigkeit von den natürlichen Bedingungen. Leipzig 1903 (zugleich Dissertation, Heidelberg, 1903).